# Devakottai
Devakottai (del tamil: தேவகோட்டை) es una localidad del distrito de Sivagangai, estado de Tamil Nadu en la India.

## Geografía
Se encuentra a una altitud de 52 m s.n.m. a 383 km de la capital estatal, Chennai, en la zona horaria UTC+05:30.

## Historia
El nombre "Devakottai" deriva de la palabra tamil Devi Kottai, que significa «el fuerte de los dioses». 

## Demografía
Según estimación del censo de 2010 la población de Devakottai se calcula en 41 490 habitantes. El de 2011 registró una población de 51 865 hab.